# Sotiria Leonardu
Sotiria Leonardu (ur. 28 czerwca 1951 w Atenach, zm. 9 listopada 2019 tamże) – grecka aktorka i piosenkarka.

## Życiorys
Kształciła się w szkole teatralnej, ucząc się także śpiewu i tańca. We Włoszech kształciła swoje umiejętności aktorskie pod kierunkiem Jerzego Grotowskiego. W 1983 zagrała główną rolę w filmie Rembetiko Kostasa Ferisa, dzięki której zdobyła główną nagrodę aktorską na Festiwalu Filmowym w Salonikach (była także współscenarzystką filmu). Kolejne cztery filmy nie przyniosły jej większych sukcesów i poświęciła się teatrowi. Uczestniczyła w warsztatach teatralnych Jerzego Grotowskiego we włoskiej Pontederze i w seminarium indyjskiego teatru Kathakali w Indiach. W 1989 wyjechała do Zimbabwe, gdzie spędziła kolejne pięć lat, uczestnicząc w warsztatach teatru afrykańskiego. Po powrocie do Grecji wystąpiła w filmie muzycznym Akropol Wulgarisa Pandelisa.
Występowała z orkiestrą Mikisa Teodorakisa, w ostatnich latach próbowałą kariery solowej śpiewając standardy muzyki laiko. Swoje wspomnienia zawarła w książce „Za zasłoną tajemnicy” (Πίσω από πέπλο μυστηρίου).

## Dyskografia
- 1996 - Den echo chrono matia mou (muzyka Babis Stokas)
- 1999 - MIS (muzyka Isaac Sousi)
- 2006 - Jinekes (muzyka M. Nikoludis)

## Filmografia
- 1983: Rembetiko jako Marika
- 1984: Oh, Babylon jako Agave
- 1986: Danilo Treles jako czarownica Sotiria
- 1987: Antavgeies pathous jako Dimitra
- 1995: Akropol
- 1999: I Koilia tis Melissas jako Afroula Delakovia
- 2006: The last porn movie jako kobieta A